# Mischkino (Kurgan)
Mischkino (russisch Ми́шкино) ist eine Siedlung städtischen Typs in der Oblast Kurgan in Russland mit 8034 Einwohnern (Stand 14. Oktober 2010).

## Geographie
Der Ort liegt etwa 90 km Luftlinie westlich des Oblastverwaltungszentrums Kurgan im südwestlichen Teil des Westsibirischen Tieflands um mehrere kleinere, abflusslose Seen.
Mischkino ist Verwaltungszentrum des Rajons Mischkinski sowie Sitz der Stadtgemeinde (gorodskoje posselenije) Rabotschi possjolok Mischkino, zu der außerdem das Dorf Taktaschi (10 km nordwestlich) und die Siedlung Iwankowskoje (5 km nordwestlich) gehören.

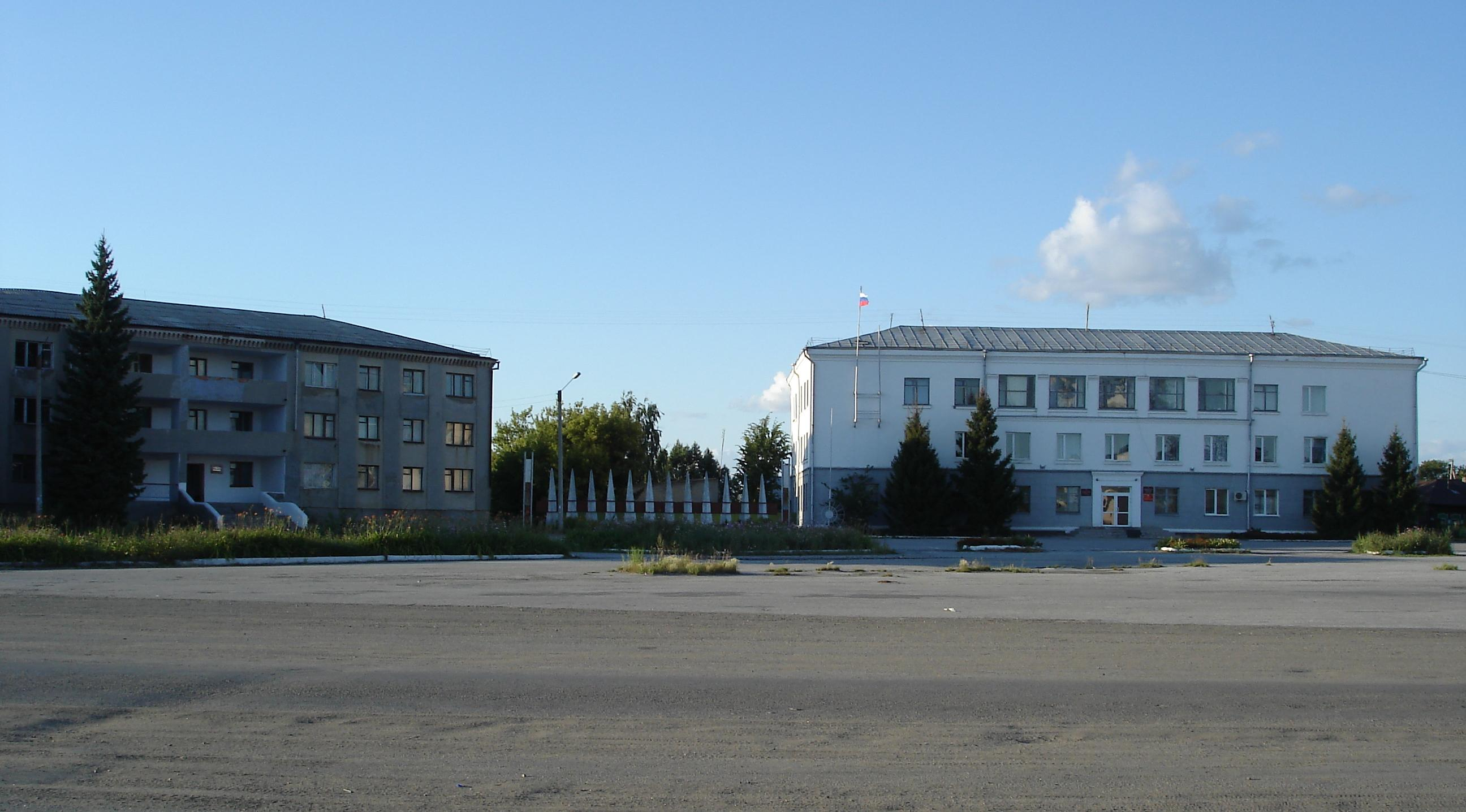
Verwaltungsgebäude am Zentralen Platz
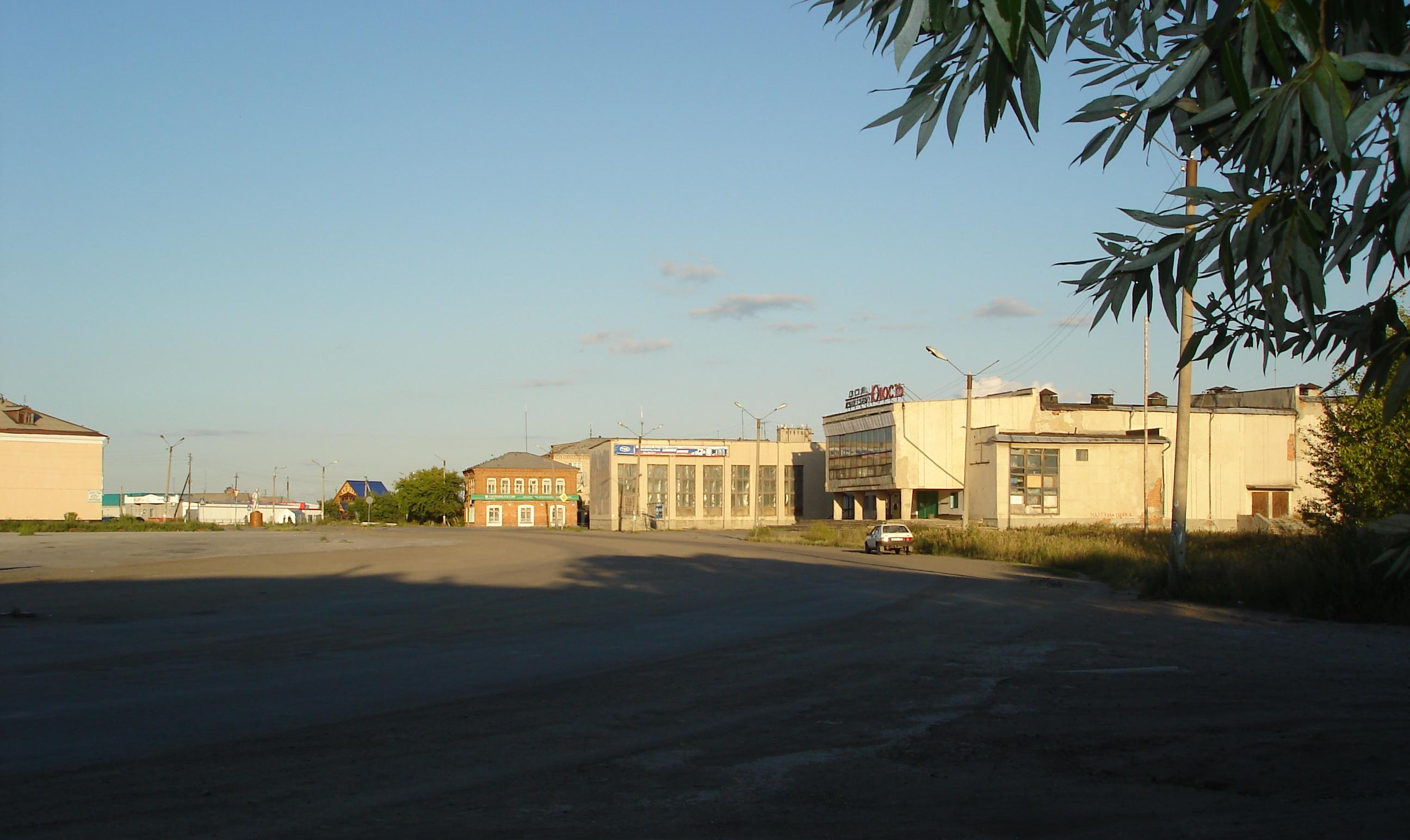
Kulturhaus Junost („Jugend“)
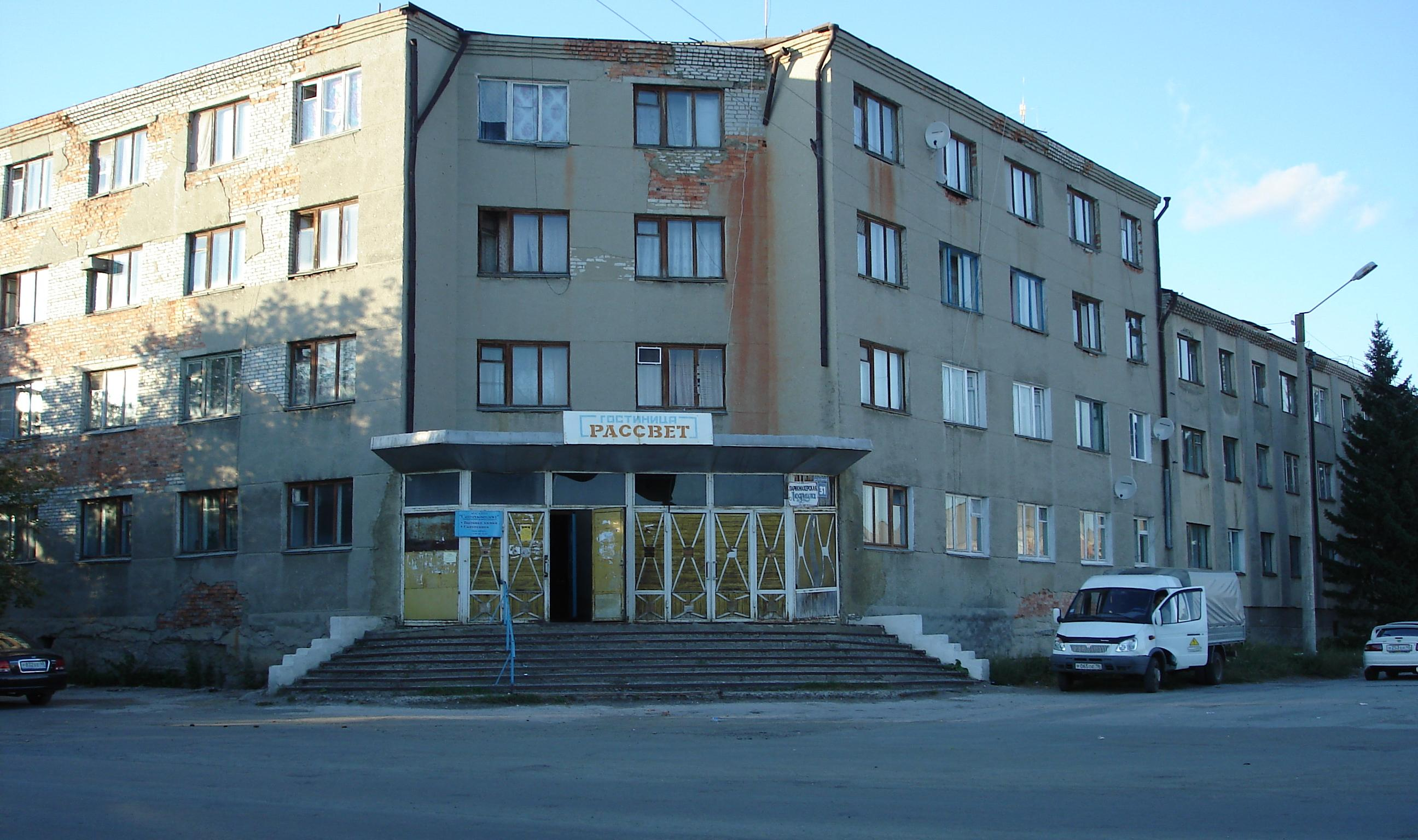
Hotel Rasswet („Morgendämmerung“)
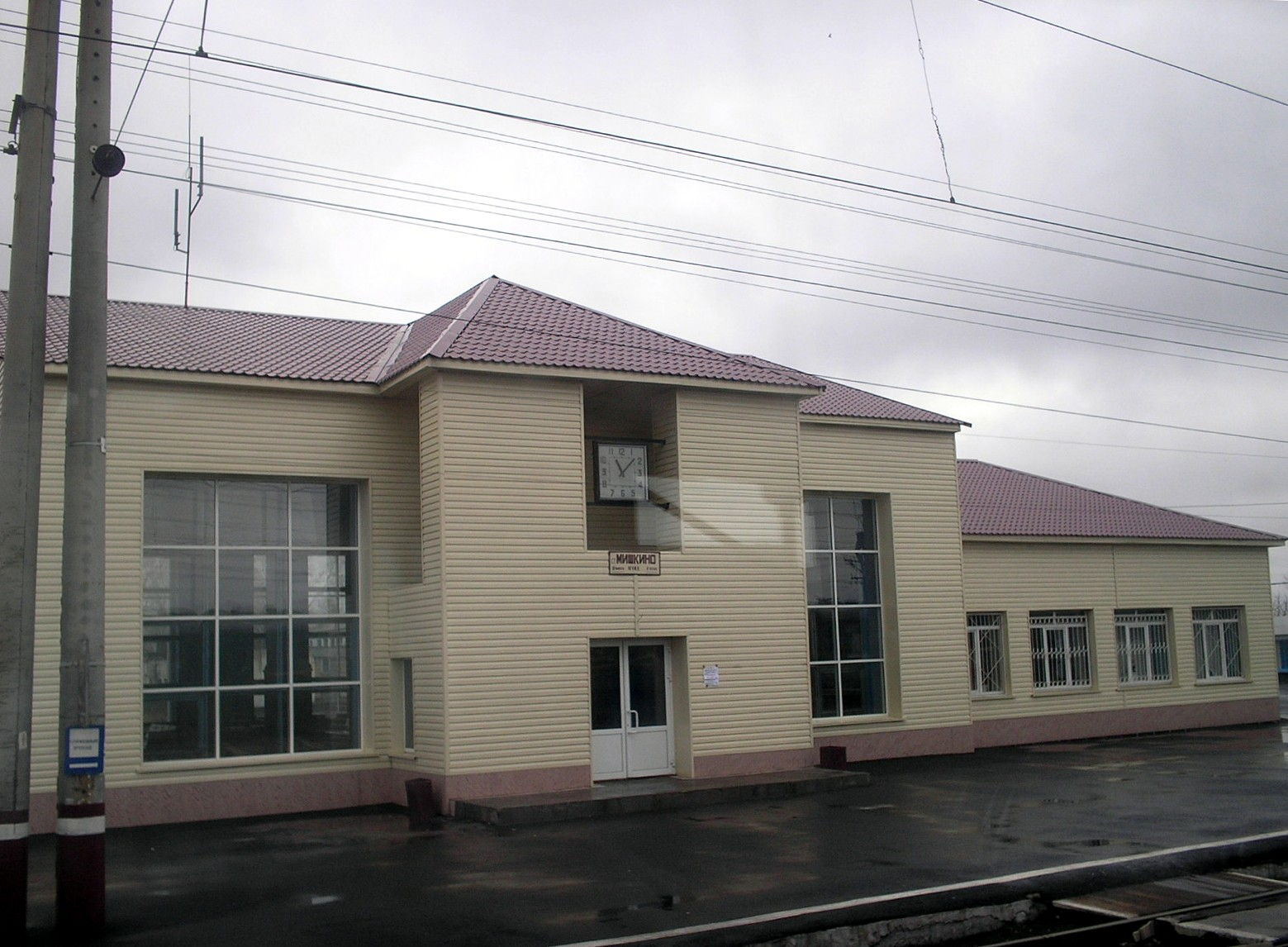
Bahnhof
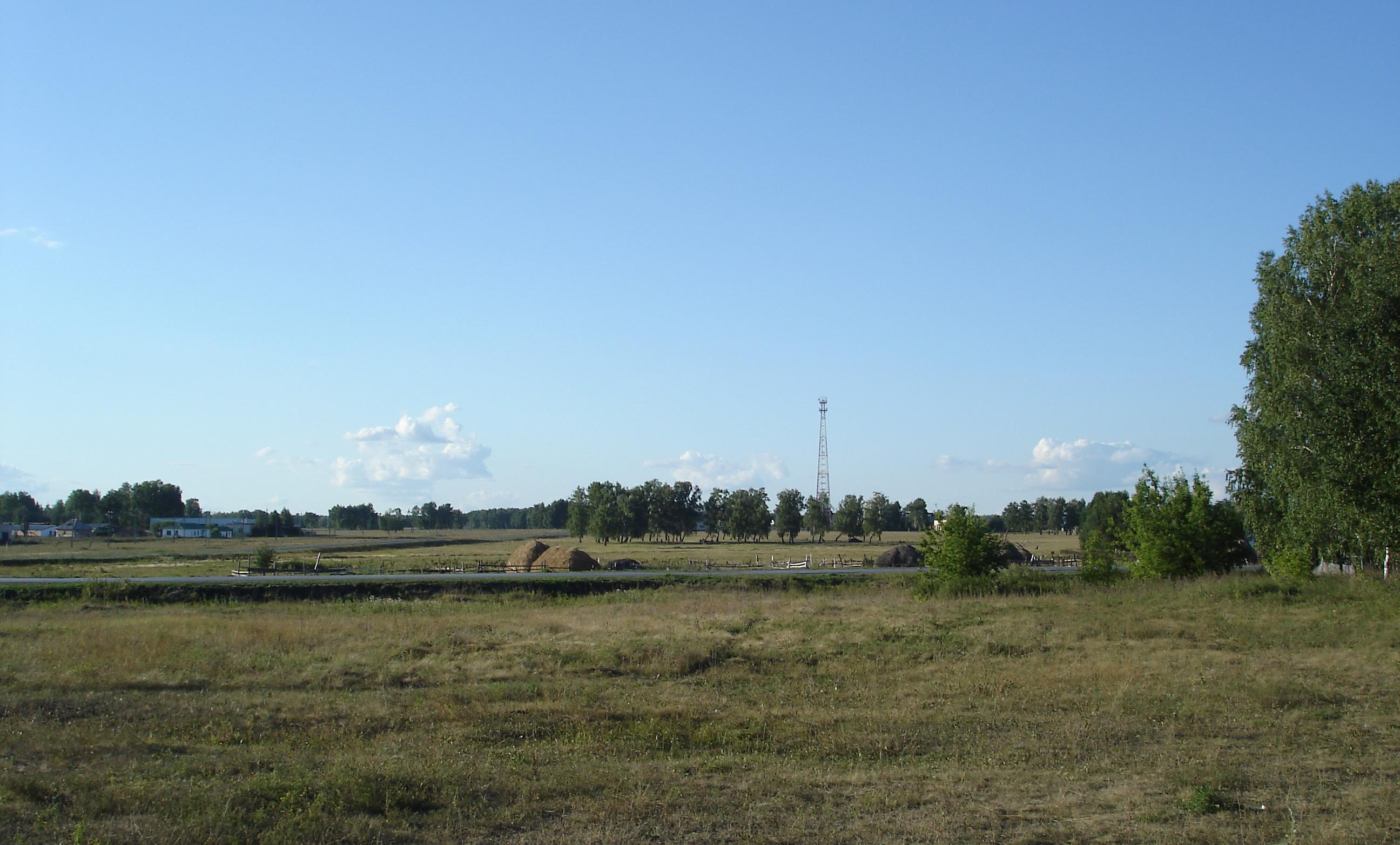
Landschaft in der Umgebung

## Geschichte
Der 1798 gegründete Ort wuchs erheblich infolge der Vorbeiführung der Transsibirischen Eisenbahn und dem Bau einer Station ab 1892/1893. Am 27. Oktober 1923 wurde Mischkino Verwaltungssitz eines nach ihm benannten Rajons. Seit 1944 besitzt es den Status einer Siedlung städtischen Typs.

### Bevölkerungsentwicklung
| Jahr | Einwohner |
| ---- | --------- |
| 1939 | 8272      |
| 1959 | 8428      |
| 1970 | 9495      |
| 1979 | 9504      |
| 1989 | 9507      |
| 2002 | 8914      |
| 2010 | 8034      |

Anmerkung: Volkszählungsdaten

## Verkehr
Mischkino liegt an der ursprünglichen Strecke und heutigen Südroute der Transsibirischen Eisenbahn Samara – Tscheljabinsk – Omsk (Streckenkilometer 2268 ab Moskau), die auf diesem Abschnitt 1896 eröffnet wurde und seit 1957 elektrifiziert ist. Nördlich wird die Siedlung von der föderalen Fernstraße R254 Irtysch (ehemals M51) umgangen, die Tscheljabinsk mit Nowosibirsk verbindet, Teil der transkontinentalen Straßenverbindung und auf diesem Abschnitt zugleich Teil der Europastraße 30 ist.